# Tom Huddlestone
Thomas Andrew "Tom" Huddlestone (sinh ngày 28 tháng 12 năm 1986 ở Nottingham, Nottinghamshire) là một cầu thủ bóng đá chuyên nghiệp người Anh hiện đang thi đấu cho U-21 Manchester United.

## Câu lạc bộ
Huddlestone có trận ra mắt trong màu áo Derby County trong ngày mở màn mùa giải 2003-04 trong trận thua 3-0 trước Stoke City, mặc dù thua nhưng anh vẫn được bầu là cầu thủ xuất sắc nhất trận.
Huddlestone gia nhập Tottenham Hotspur vào tháng 1 năm 2005 với mức giá 3 triệu bảng Anh, nhưng vẫn ở lại cùng Derby cho tới mùa hè. Huddlestone có một quãng thời gian ngắn ở mùa giải 2005-06 chuyển tới chơi cho Wolverhampton Wanderers theo dạng cho mượn, ghi bàn đầu tiên ở giải vô địch quốc gia trước khi trở về Tottenham và có trận ra mắt khi vào sân từ ghế dự bị trong trận thua 1-0 trước Fulham vào ngày 31 tháng 1 năm 2006.
Trận đầu tiên anh xuất phát từ đầu cùng Tottenham là vào ngày 14 tháng 9 năm 2006 trong trận gặp Slavia Praha ở cúp UEFA, trận này Tottenham thắng 1-0. Bàn thắng đầu tiên của anh cho Spurs đến ở vòng 4 Cúp liên đoàn Anh trong trận tiếp Port Vale vào ngày 8 tháng 11 năm 2006. Huddlestone ghi 2 bàn trong trận này, bàn thứ hai của anh đến ở hiệp phụ, đưa Tottenham vào tứ kết. Huddlestone có bàn thắng đầu tiên ở giải vô địch quốc gia cho Tottenham vào ngày 17 tháng 12 năm 2006 trong trận tiếp Manchester City từ một cú volley hoàn hảo ở phút 24, lần đầu anh chạm bóng sau khi tạo cơ hội cho đồng đội Calum Davenport ghi bàn đầu tiên từ một cú đá phạt.
Huddlestone gây dựng tiếng tăm như một trong những tiền vệ trung tâm triển vọng nhất của Anh ở cuối mùa giải Premier League 2006-07 và huấn luyện viên Martin Jol so sánh Tom Huddlestone với huyền thoại người Đức Franz Beckenbauer nhờ vào khả năng chuyền bóng và những cú sút mạnh mẽ. Anh cũng có thể chơi ở vị trí trung vệ trong nhiều trận đấu cho cả Tottenham và đội U-21 Anh.
Vào ngày 25 tháng 12 năm 2006, anh ký hợp đồng 4 rưỡi - giữ anh ở lại câu lạc bộ cho tới năm 2011. Tom ký bản hợp đồng mới với thời hạn 5 năm vào ngày 30 tháng 6 năm 2008 và cam kết tương lai cùng Tottenham tới năm 2013. Anh vào sân từ ghế dự bị trong trận Spurs đánh bại Chelsea ở trận chung kết cúp liên đoàn Anh 2008.

## Thi đấu quốc tế
Anh là một thành viên quan trọng của đội U-21 Anh. Anh ra sân hai lần ở giải U21 châu Âu vào năm 2007 trước khi phải nhận một thẻ đỏ khiến anh phải ngồi ngoài ở trận chung kết và bán kết 
.
Anh được huấn luyện viên Fabio Capello gọi vào đội tuyển Anh trong 2 trận gặp Đội tuyển Mỹ và Trinidad và Tobago, nhưng không được vào sân.

## Đời sống tư
Tom Huddlestone lớn lên ở Nottingham và anh học ở trường Greenwood Dale School ở Sneinton, Nottingham

## Thống kê sự nghiệp

### Câu lạc bộ
Tính đến 27 tháng 11 năm 2015.
| Câu lạc bộ                     | Mùa giải            | Hạng                | Giải đấu | Giải đấu | FA Cup | FA Cup | League Cup | League Cup | Châu Âu | Châu Âu | Khác[A] | Khác[A] | Tổng cộng | Tổng cộng | Thẻ phạt | Thẻ phạt |
| Câu lạc bộ                     | Mùa giải            | Hạng                | Trận     | Bàn      | Trận   | Bàn    | Trận       | Bàn        | Trận    | Bàn     | Trận    | Bàn     | Trận      | Bàn       | Thẻ vàng | Thẻ đỏ   |
| ------------------------------ | ------------------- | ------------------- | -------- | -------- | ------ | ------ | ---------- | ---------- | ------- | ------- | ------- | ------- | --------- | --------- | -------- | -------- |
| Derby County                   | 2003–04             | First Division      | 43       | 0        | 1      | 0      | 1          | 0          | —       | —       | —       | —       | 45        | 0         | 8        | 0        |
| Derby County                   | 2004–05             | Championship        | 45       | 0        | 2      | 0      | 1          | 0          | —       | —       | 2       | 0       | 50        | 0         | 6        | 0        |
| Tổng cộng                      | Tổng cộng           | Tổng cộng           | 88       | 0        | 3      | 0      | 2          | 0          | —       | —       | 2       | 0       | 95        | 0         | 14       | 0        |
| Wolverhampton Wanderers (loan) | 2005–06             | Championship        | 13       | 1        | 0      | 0      | 0          | 0          | —       | —       | —       | —       | 13        | 1         | 2        | 0        |
| Tottenham Hotspur              | 2005–06             | Premier League      | 4        | 0        | 0      | 0      | 0          | 0          | —       | —       | —       | —       | 4         | 0         | 0        | 0        |
| Tottenham Hotspur              | 2006–07             | Premier League      | 21       | 1        | 3      | 0      | 5          | 2          | 6       | 0       | —       | —       | 35        | 3         | 2        | 0        |
| Tottenham Hotspur              | 2007–08             | Premier League      | 28       | 3        | 2      | 0      | 4          | 1          | 9       | 0       | —       | —       | 43        | 4         | 6        | 1        |
| Tottenham Hotspur              | 2008–09             | Premier League      | 22       | 0        | 1      | 0      | 2          | 0          | 6       | 2       | —       | —       | 31        | 2         | 3        | 0        |
| Tottenham Hotspur              | 2009–10             | Premier League      | 33       | 2        | 6      | 0      | 4          | 2          | —       | —       | —       | —       | 43        | 4         | 10       | 0        |
| Tottenham Hotspur              | 2010–11             | Premier League      | 14       | 2        | 0      | 0      | 0          | 0          | 7       | 0       | —       | —       | 21        | 2         | 4        | 0        |
| Tottenham Hotspur              | 2011–12             | Premier League      | 2        | 0        | 0      | 0      | 0          | 0          | 2       | 0       | —       | —       | 4         | 0         | 0        | 0        |
| Tottenham Hotspur              | 2012–13             | Premier League      | 20       | 0        | 2      | 0      | 2          | 0          | 4       | 0       | —       | —       | 28        | 0         | 3        | 1        |
| Tổng cộng                      | Tổng cộng           | Tổng cộng           | 144      | 8        | 14     | 0      | 17         | 5          | 34      | 2       | —       | —       | 209       | 15        | 28       | 2        |
| Hull City                      | 2013–14             | Premier League      | 36       | 3        | 4      | 1      | 0          | 0          | —       | —       | —       | —       | 40        | 4         | 8        | 1        |
| Hull City                      | 2014–15             | Premier League      | 31       | 0        | 1      | 0      | 0          | 0          | 3       | 0       | —       | —       | 35        | 0         | 9        | 2        |
| Hull City                      | 2015–16             | Championship        | 14       | 1        | 0      | 0      | 3          | 0          | —       | —       | —       | —       | 17        | 1         | 1        | 0        |
| Tổng cộng                      | Tổng cộng           | Tổng cộng           | 81       | 4        | 5      | 1      | 3          | 0          | 3       | 0       | —       | —       | 92        | 5         | 18       | 3        |
| Tổng cộng sự nghiệp            | Tổng cộng sự nghiệp | Tổng cộng sự nghiệp | 326      | 13       | 22     | 1      | 22         | 5          | 37      | 2       | 2       | 0       | 409       | 21        | 62       | 5        |

A. ^  Bao gồm Football League play-offs.

### Đội tuyển quốc gia
Tính đến 7 tháng 1 năm 2014.
| Anh       | Anh  | Anh | Anh         | Anh       | Anh |
| Năm       | Trận | Bàn | Thẻ vàng () | Thẻ đỏ () |     |
| --------- | ---- | --- | ----------- | --------- | --- |
| 2009      | 1    | 0   | 0           | 0         |     |
| 2010      | 2    | 0   | 0           | 0         |     |
| 2011      | 0    | 0   | —           | —         |     |
| 2012      | 1    | 0   | 0           | 0         |     |
| 2013      | 0    | 0   | —           | —         |     |
| Tổng cộng | 4    | 0   | 0           | 0         |     |

## Danh hiệu

### Tottenham
- Cúp liên đoàn: 2007-08
- Giải Premier League châu Á: 2009